# Micromus posticus
Micromus posticus is een insect uit de familie van de bruine gaasvliegen (Hemerobiidae), die tot de orde netvleugeligen (Neuroptera) behoort. 
Micromus posticus is voor het eerst wetenschappelijk beschreven door Walker in 1853.